# Rune Eriksson (ingenjör)
Erik Arvid Rune Eriksson, född 10 oktober 1917 i Mora församling, Kopparbergs län, död 25 januari 1977 i Älvsborgs församling i Göteborgs och Bohus län, var en svensk väg- och vattenbyggnadsingenjör. 
Efter examen från Kungliga Tekniska högskolan 1943 blev Eriksson teknologie licentiat 1948 och var docent i arbetslära vid Skogshögskolan 1955–1963, chef för Väg- och vattenbyggnadsstyrelsens rationaliseringsavdelning 1958–1963 och professor i vägbyggnad vid Chalmers tekniska högskola från 1963.